# Mitrarija
Mitrarija (lat. Mitraria), monotipski rod gesnerijevki smješten u subtribus Mitrariinae, dio tribusa Coronanthereae, potporodica Gesnerioideae.

## Etimologija
Od grčkog μιτρα, mitra = mitra, u odnosu na brakteole u obliku mitre koje prekrivaju čašku.

## Opis
Mitraria ima jednu vrstu, M. coccinea, koja je rasprostranjena u hladnim/umjerenim prašumama u Čileu i susjednim područjima Argentine. Formira mali raštrkani grm, ili epifitski polugrm sa sjajnim zelenim lišćem i jarkocrvenim visećim cvjetovima.
Vrsta i njezini odabiri široko se uzgajaju u hladnim/umjerenim klimama kao što su dijelovi Britanskog otočja i u umjerenijim dijelovima pacifičkih kišnih šuma zapadne Sjeverne Amerike. Plod mesnata bobica.
- M. coccinea
- M. coccinea
- M. coccinea
- M. coccinea